# Endlicheria bullata
Endlicheria bullata är en lagerväxtart som beskrevs av Adolpho Ducke. Endlicheria bullata ingår i släktet Endlicheria och familjen lagerväxter. Inga underarter finns listade i Catalogue of Life.